# 주간고속도로 제88호선 (뉴욕주)
주간고속도로 제88호선 동부선(영어: Interstate 88 (east), I-88E)은 미국 북동부 뉴욕주 체넨고(Chenango)와 뉴욕주 로테르담(Rotterdam)을 잇는 총 연장 189.50km의 고속도로이다. 88호선 동부선은 뉴욕주 동부인 올버니와 뉴욕주 중남부 빙엄턴, 엘마이라를 연결하는 주요한 도로이다. 또한 뉴욕 주립 국도 제7호선과 거의 선형이 일치하며 평행하게 길이 놓여져 있다.
한편, 미국 중부 일리노이주에 위치한 주간고속도로 제88호선과는 번호만 같을 뿐, 별개의 노선이다.